# Загальноосвітня школа № 26 (Кременчук)
Кременчу́цька гімназія  № 26 — заклад загальної середньої освіти №26, розташований у Кременчуці 

## Цілі і напрями гімназії
Гімназія ставить своїм завданням створення умов для всебічного розвитку людини, її інтелекту, волі, емоції, мотивів, нахилів, здібностей, що забезпечить можливість випускнику школи посісти в житті суспільства гідне місце відповідно до отримання знань.
Виходячи з основних напрямків розвитку освіти, серед яких пріоритетними є формування національних загальнолюдських цінностей, постійне підвищення якості освіти, оновлення змісту та форм освіти, її особистісна орієнтація, педагогічний колектив працює над проблемою: «Формування загальнолюдських моральних норм через впровадження нових технологій навчання й виховання та гуманізацію навчально-виховного процесу».